# Chřestýšovec Waglerův
Chřestýšovec Waglerův (Tropidolaemus wagleri) patří do čeledi zmijovitých hadů. Žije na území jižního Thajska, Malajsie a Indonésie.
Mladí jedinci mají sice ochranné zelené zbarvení, avšak s dospíváním získávají nápadně pestrý vzor. Má velkou hlavu ve tvaru trojúhelníku. Většinu dne tráví odpočíváním v korunách stromů. Jedná se o nočního hada, loví hlodavce, ptáky a ještěry. Jeho jed je velmi silný, obsahuje toxin známý jako Waglerin, který při několika výzkumech v laboratorním prostředí způsobil myším respirační paralýzu.
V mytologii přírodních národů a v životě různých lidských kultur hráli hadi velmi často významnou úlohu. Ke kultu stromového chřestýšovce Waglerova, který je na ostrově Palau Pinang při západním pobřeží Malajsie uctíván jako chrámový had, přispěla zajisté i jeho krása.